# Cronologia istoriei evolutive a vieții

Un arbore filogenetic speculativ bazat pe datele ARNr, care arată cele trei domenii de viață: bacterii, archaea și eucariote. Ramura neagră din partea inferioară a arborelui filogenetic conectează cele trei ramuri ale organismelor vii la ultimul strămoș comun universal.

Această cronologie a istoriei evolutive a vieții reprezintă actala teorie științifică care descrie principalele evenimente ale dezvoltării vieții pe planeta Pământ. În biologie, evoluția este orice schimbare care apare pe parcursul mai multor generații succesive în caracteristicile ereditare ale populațiilor biologice. Procesele evolutive dau naștere diversității la toate nivelurile de organizare biologică, de la regn la specii. Asemănările dintre toate organismele actuale indică prezența unui strămoș comun din care au evoluat toate speciile cunoscute, vii și dispărute. Se estimează că au dispărut mai mult de 99% din toate speciile care au trăit vreodată pe Pământ, care se ridică la peste cinci miliarde de specii. Estimările privind numărul de specii actuale de pe Pământ variază de la 10 milioane la 14 milioane, dintre care aproximativ 1,2 milioane au fost documentate și peste 86% nu au fost încă descrise. Cu toate acestea, un raport științific din mai 2016 estimează că 1 trilion de specii sunt în prezent pe Pământ, fiind descrise doar 0,001%.
Deși datele prezentate în acest articol sunt estimări bazate pe dovezi științifice, au existat controverse între opiniile mai tradiționale ale biodiversității crescute odată cu trecerea timpului și opinia că modelul de bază pe Pământ a fost unul de anihilare și diversificarea și că, în anumite timpuri trecute, cum ar fi Explozia cambriană, a existat o mare diversitate.

## Cronoligie detaliată
În această cronologie, Ma înseamnă „milioane de ani în urmă” și ka înseamnă „mii de ani în urmă”.

### Eonul Hadean

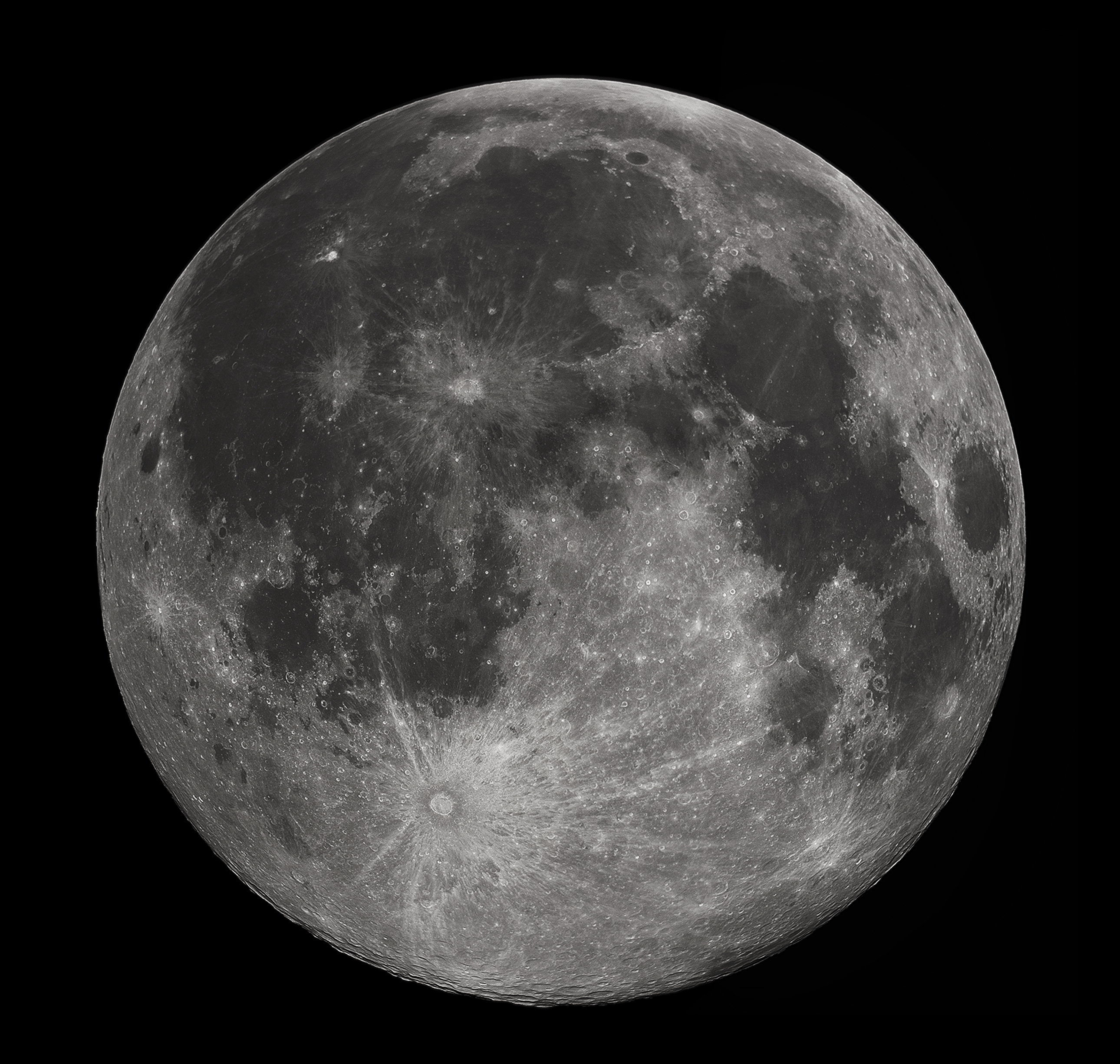
Luna

4000 milioane de ani și mai devreme.
| Dată    | Eveniment |
| ------- | --- |
| 4600 Ma | Planeta Pământ se formează din discul de acreție care se învârte în jurul tânărului Soare, cu compuși organici (molecule organice complexe) necesare existenței vieții care s-au format poate în discul protoplanetar de praf cosmic care îl înconjoară înainte de formarea Pământului în sine. |
| 4500 Ma | Conform ipotezei impactului gigantic, Luna a luat naștere atunci când planeta Pământ s-a ciocnit cu planeta ipotetică Theia, trimițând un număr foarte mare de mici sateliți pe orbită în jurul tânărului Pământ, care în cele din urmă s-a reunit pentru a forma Luna. Atracția gravitațională a noii Luni a stabilizat axa de rotație a Pământului și a stabilit condițiile în care s-a produs abiogeneza. |
| 4404 Ma | Prima apariție a apei lichide pe Pământ. |
| 4280 Ma | Cea mai timpurie apariție posibilă a vieții pe Pământ. |

### Eonul Arhaic

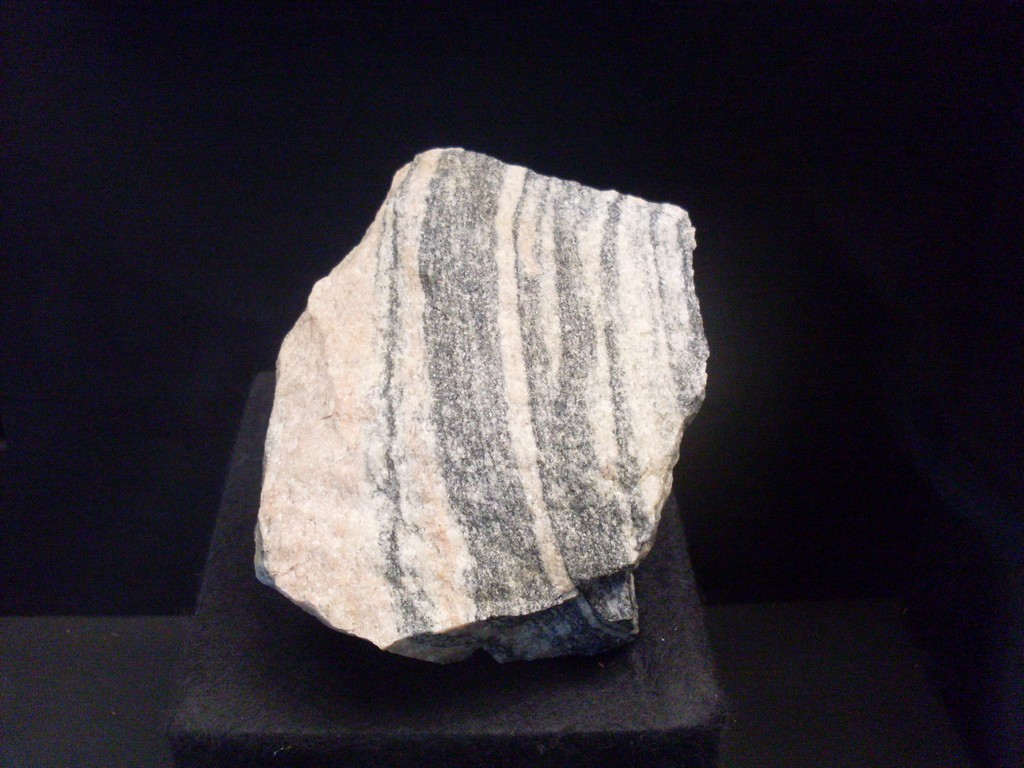
Fragment din Acasta Gneiss expus la Muzeul de Istorie Naturală din Viena

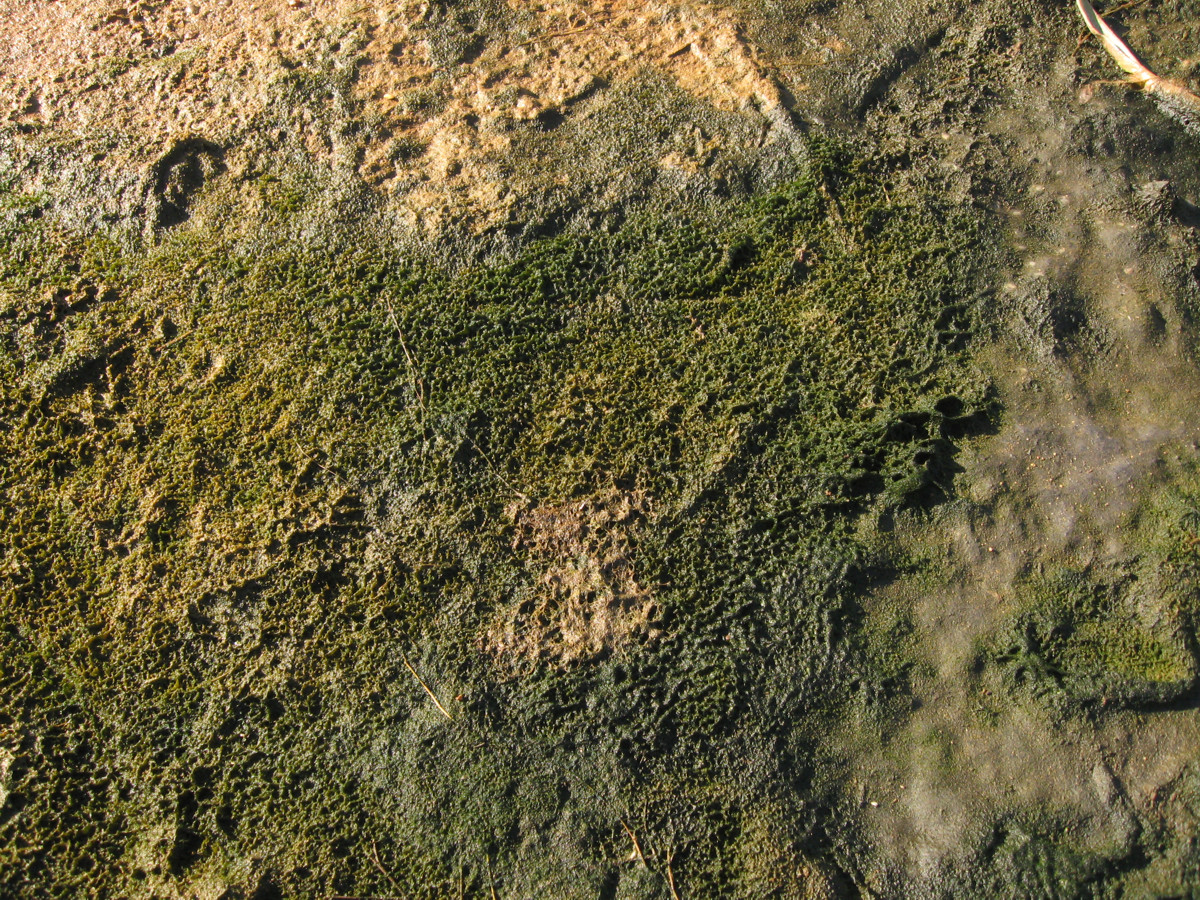
Cyanobacteria pe țărmurile Mării Albe

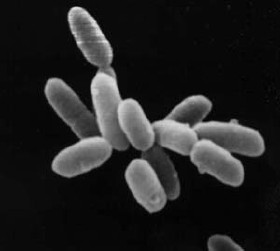
Halobacterium

4000 Ma – 2500 Ma
| Dată         | Eveniment |
| ------------ | --- |
| 4000 Ma      | Formarea centurii de roci verzi în cratonul Acasta Gneiss din teritoriile de nord-vest, Canada, cea mai veche centură de rocă din lume. |
| 4100–3800 Ma | Marele bombardament târziu: ploaie de meteoriți asupra planetelor interioare. Fluxul termic derivat din activitatea hidrotermică din timpul Marelui bombardament târziu ar fi putut duce la abiogeneză și la diversificarea timpurie a vieții. „Rămășițe ale vieții biotice” au fost găsite în roci vechi de 4,1 miliarde de ani din Australia de Vest. Acesta este cel mai probabil moment în care viața a apărut.                                                                             |
| 3900–2500 Ma | Apar celule care seamănă cu procariote. Aceste prime organisme sunt chimioautotrofe: folosesc dioxid de carbon ca sursă de carbon și oxidează materiale anorganice pentru a extrage energie. Ulterior, procariotele au dezvoltat glicoliza, un set de reacții chimice care eliberează energia moleculelor organice precum glucoza și o depozitează în legăturile chimice ale ATP. Glicoliza și ATP continuă să fie utilizate în aproape toate organismele, neschimbate, până în zilele noastre. |
| 3800 Ma      | Formarea centurii de roci verzi a complexului Isua, din regiunea vestică a Groenlandei, în care rocile prezintă o frecvență izotopă care sugerează prezența vieții. Cea mai veche dovadă de viață de pe Pământ este grafitul de origine biogenă găsit în rocile metasedimentare vechi de 3.700 milioane de ani în vestul Groenlandei și fosile microbiene găsite în gresia veche de 3,48 miliarde de ani descoperită în Australia de Vest.                                                      |
| 3500 Ma      | Viața ultimului strămoș comun universal (LUCA); are loc diferențierea între bacterii și archaea. Bacteriile dezvoltă forme primitive de fotosinteză care la început nu produce oxigen. Aceste organisme au generat Adenozintrifosfat (ATP) prin exploatarea unui gradient de protoni, mecanism încă utilizat în practic toate organismele. |
| 3200 Ma      | Diversificarea și extinderea acritarhilor (microfosile organice). |
| 3000 Ma      | Cianobacteriile fotosintetizante au evoluat; foloseau apa ca agent reducător, producând astfel oxigen ca produs rezidual. Inițial, oxigenul oxidează fierul dizolvat în oceane, creând minereu de fier. Concentrația de oxigen din atmosferă a crescut încet, acționând ca o otravă pentru multe bacterii și declanșând în cele din urmă Marele Eveniment de oxigenare. |
| 2800 Ma      | Cele mai vechi dovezi pentru viața microbiană pe uscat sub formă de paleozoli, bălți efemere și secvențe aluviale bogate în materie organică, unele dintre ele purtând microfosile. |

### Eonul Proterozoic

Detaliu sistemului endomembraniar al eucariotelor și componentele acestuia

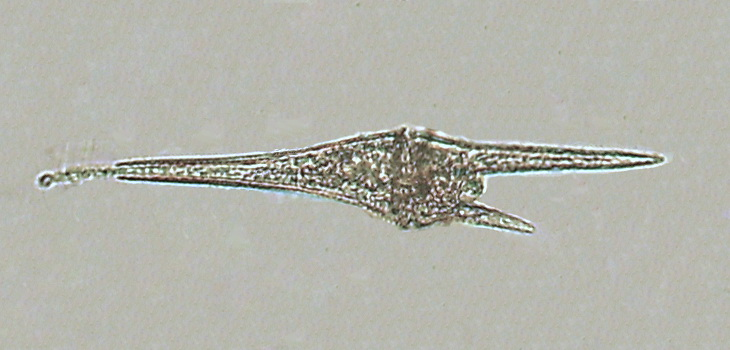
Ceratium furca

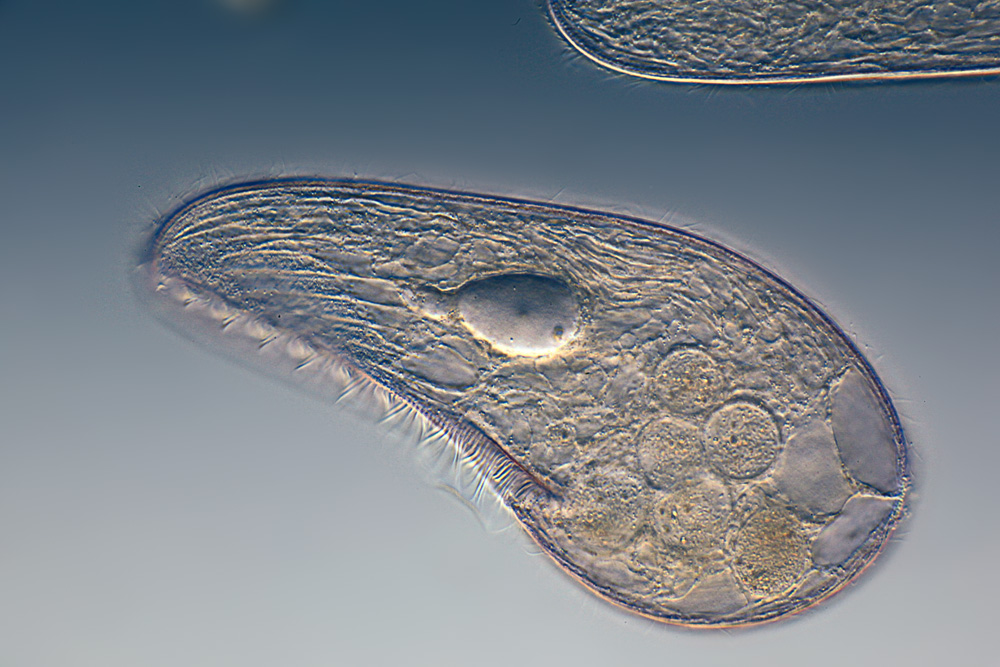
Blepharisma japonicum, un protozoar cilat

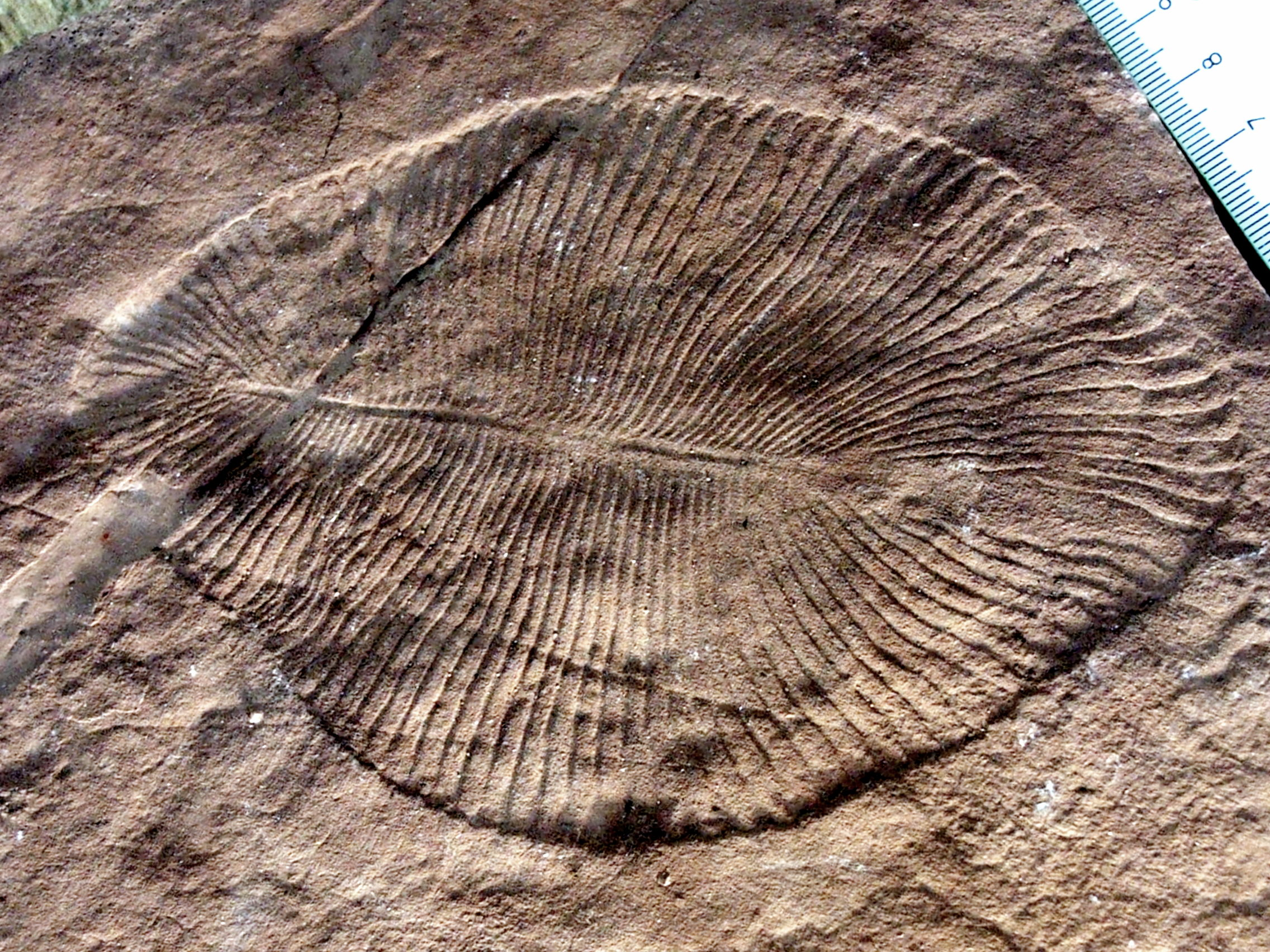
Dickinsonia costata, un organism iconic Ediacaran, care evidențiază apariția „matlasată“ tipică mai multor organisme ale acestei biote.

2500 Ma – 542 Ma. Conține erele Paleoproterozoic, Mesoproterozoic și Neoproterozoic.
| Dată            | Eveniment |
| --------------- | --- |
| 2500 Ma         | Mare eveniment de oxigenare datorat de fotosinteza oxigenă a cianobacteriilor. Începutul tectonicii plăcilor atunci când scoarța oceanică atinge o densitate suficientă pentru procesul de subducție. |
| Până în 1850 Ma | Apar celule eucariote care conțin organite celulare cu funcții diverse, și probabil derivă din fagocitoza între procariote. (Vezi simbiogeneza). Virusii bacterieni (bacteriofag) apar înainte sau, la scurt timp după divergența liniei procariote și eucariote. Apariția păturilor roșii arată că s-a produs o atmosferă oxidantă. Circumstanțele favorizează răspândirea vieții eucariote. |
| 1400 Ma         | Creștere mare a diversității stromatolite. |
| 1300 Ma         | Primele ciuperci de uscat. |
| Până 1200 Ma    | Meioza și reproducerea sexuală sunt prezente la eucariote unicelulare și, probabil, la strămoșul comun al tuturor eucariotelor. Sexul poate chiar a apărut mai devreme în lumea ARN. Reproducerea sexuală apare prima dată în registrul fosil; este posibil să fi crescut indicele evolutiv.                                                                                                  |
| 1000 Ma         | Primele eucariote non-marine se mută pe uscat. Erau fotosintetice și multicelulare, ceea ce indică faptul că plantele au evoluat mult mai devreme decât se credea inițial. |
| 750 Ma          | Primele protozoare (ex: Melanocyrillium); începutul evoluției animalelor. |
| 850–630 Ma      | Este posibil să fi avut loc o glaciație globală (Pământ de Zăpadă). Părerile dacă a crescut sau a scăzut biodiversitatea sau rata de evoluție sunt împărțite. Se crede că acest lucru s-a datorat evoluției primelor plante terestre, care a dus la creșterea cantității de oxigen și a scăzut cantitatea de dioxid de carbon din atmosferă.                                                  |
| 600 Ma          | Acumularea de oxigen atmosferic permite formarea unui strat de ozon. Înainte de aceasta, viața pe uscat ar fi necesitat probabil alte substanțe chimice pentru atenuarea radiațiilor ultraviolete până la minimuri suficiente pentru a permite colonizarea uscatului. |
| 580–542 Ma      | Biota perioadei Ediacaran prezintă primele organisme complexe multicelulare acvatice mari - deși afinitățile lor rămân încă un subiect de dezbatere. |
| 580–500 Ma      | Majoritatea încrengăturilor moderne de animale încep să apară în evidența fosilelor în timpul Exploziei Cambriene. |
| 550 Ma          | Primele dovezi fosile pentru Ctenophora, Porifera (bureți), Anthozoa (corali și anemone marine). |

### Eonul Fanerozoic
542 Ma – prezent
Eonul Fanerozoic, literalmente „perioada de viață vizibilă“, marchează apariția în registrul fosil a urmelor abundente de organisme decorticate. Este împărțit în trei ere: Paleozoic, Mezozoic și Cenozoic, care sunt divizate prin majore extincții în masă.

#### Era Palaeozoică

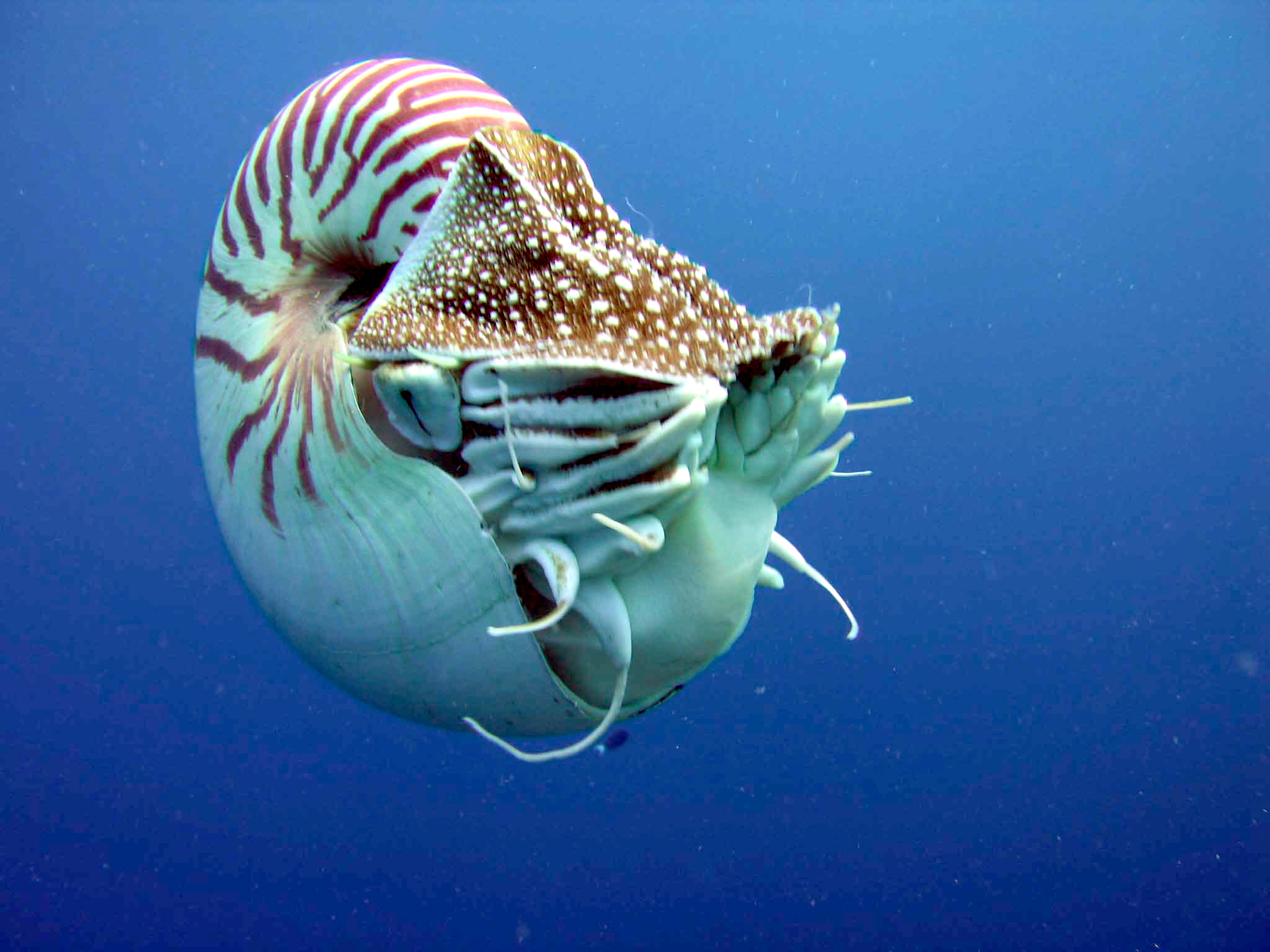
Având doar o mână de specii care au supraviețuit astăzi, Nautiloidele au înflorit în Paleozoicul timpuriu, din Cambrianul târziu, unde au constituit principalele animale prădătoare.

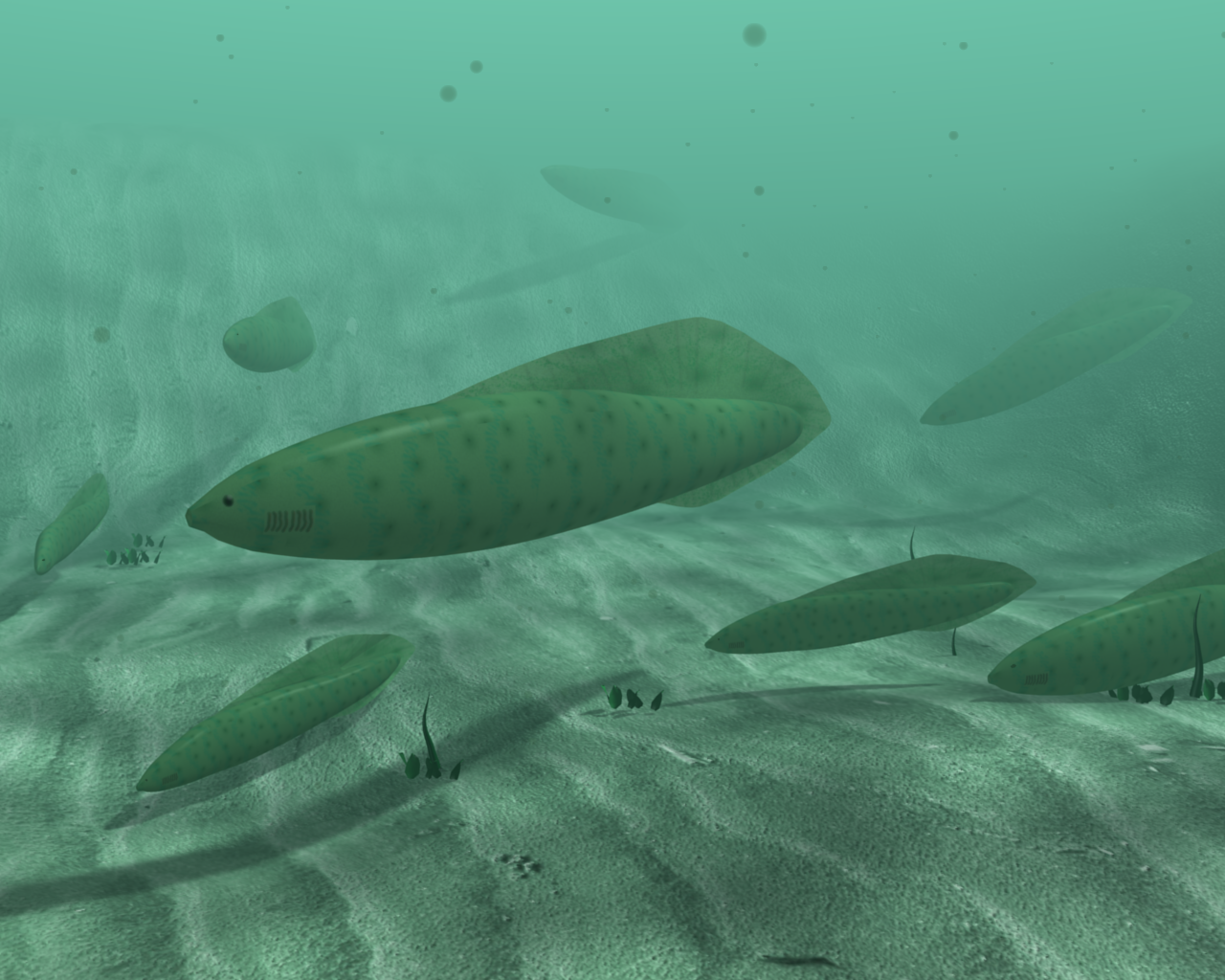
Haikouichthys, un pește fără fălci, este popularizat ca fiind unul dintre cei mai vechi pești și probabil, o cordată primitivă sau o craniată primitivă.

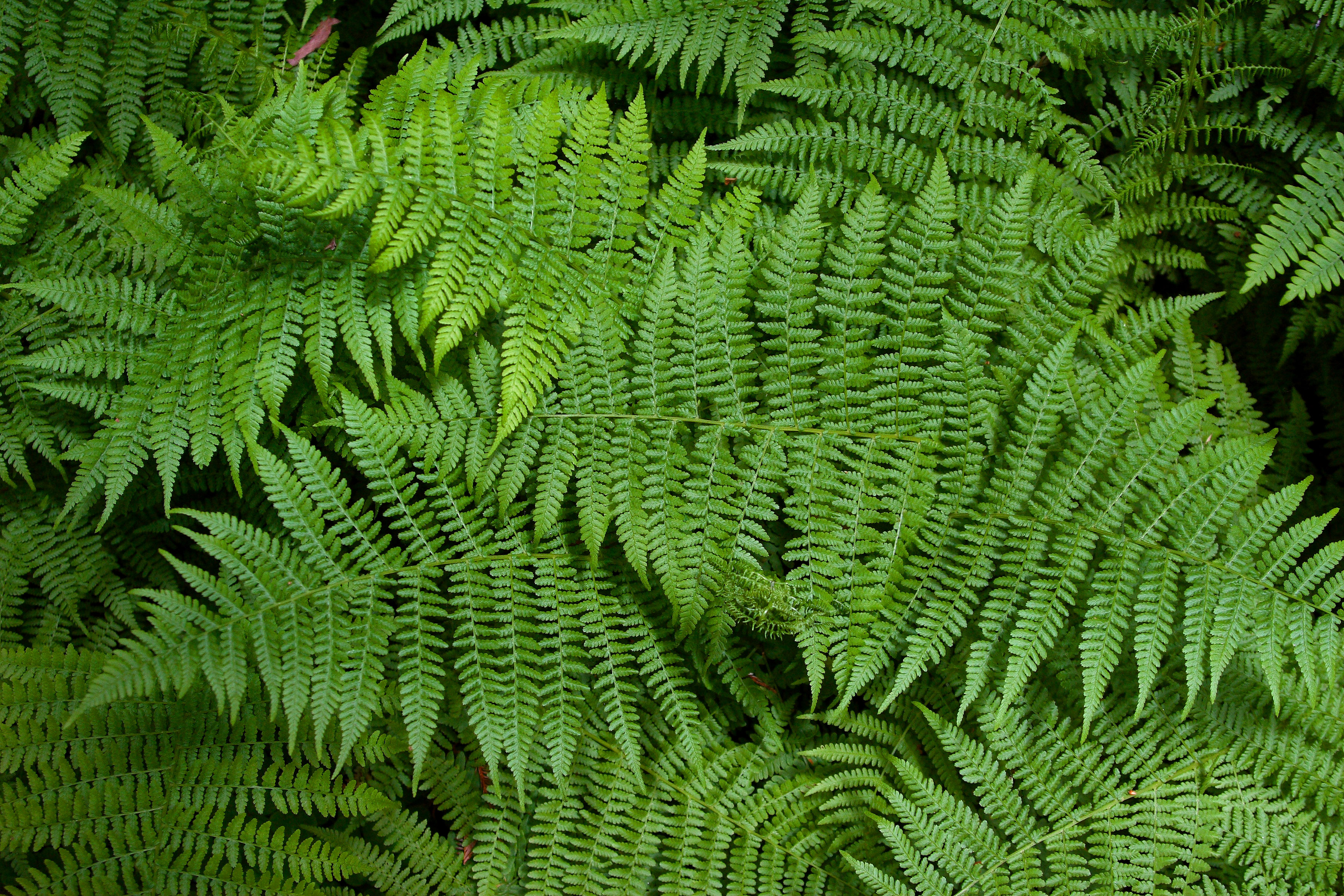
Filicopsida apare prima dată în registrul fosil acum aproximativ 360 de milioane de ani în urmă, în perioada devoniană târzie.

542 milioane de ani – 251.0 milioane de ani și conține perioadele: Cambrian, Ordovician, Silurian, Devonian, Carbonifer și Permian.
| Dată     | Eveniment |
| -------- | --- |
| 535 Ma   | Diversificare majoră a viețuitoarelor din oceane: cordate, artropode, echinoderme, moluște, brachiopode, foraminifere, radiolaria, etc. |
| 530 Ma   | Cele mai vechi fosile de amprente descoperite vreodată pe uscat datează de acum 530 milioane de ani. |
| 525 Ma   | Primele graptolithina. |
| 511 Ma   | Primele crustacee. |
| 510 Ma   | Primele cefalopode și poliplacofore. |
| 505 Ma   | Fosilizarea șisturilor din Burgess. |
| 500 Ma   | Meduzele există de cel puțin de la această dată. |
| 485 Ma   | Primele vertebre cu oase adevărate (pești fără fălci). |
| 450 Ma   | Apar primele conodonta complete și echinoide. |
| 440 Ma   | Primii pești agnathan: Heterostraci, Galeaspida și Pituriaspida |
| 420 Ma   | Primii actinopterigieni, trigonotarbida și scorpioni de uscat. |
| 410 Ma   | Primele semne ale dinților la pește. Primii nautilida, lycophytes și trimerophytopsida. |
| 395 Ma   | Primii licheni, opiliones, hexapode, acarieni și amoniți. Primele urme de tetrapode pe uscat. |
| 365 Ma   | Acanthostega este unul dintre primele vertebrate capabile să meargă. |
| 363 Ma   | La începutul Carboniferului, Terra începe să semene cu aspectul său actual. Insectele populează uscatul și vor coloniza curând aerul; rechinii unt principalii prădători ai oceanelor, iar vegetația acoperea pământul; plante purtătoare de semințe și pădurile vor înflori curând. Tetrapodele dobândesc adaptări care îi vor ajuta să ocupe un habitat terestru. |
| 360 Ma   | Primii crabi și pteridophyte. Flora terestră este dominată de ferigi cu semințe. Pădurea Xinhang crește în această perioadă. |
| 350 Ma   | Primii rechini mari, chimaeridae și mixine. |
| 340 Ma   | Diversificarea amfibienilor. |
| 330 Ma   | Primele vertebrate amniote (Paleothyris). |
| 320 Ma   | Sinapsidele (precursorii mamiferelor) se separă de sauropside (reptile) în Carboniferul târziu. |
| 305 Ma   | Cele mai vechi reptile diapside (de exemplu, Petrolacosaurus) |
| 296 Ma   | Cea mai veche caracatiță cunoscută (Pohlsepia) |
| 280 Ma   | Cei mai vechi gândaci. Plantele cu semințe și coniferele se diversifică în timp ce lepidodendridele și sfenopsidele se împuținează. |
| 275 Ma   | Sinapsidele therapsid se separă de sinapsidele pelycosaur. |
| 270 Ma   | Gorgonopsia apare în înregistrările fosile. |
| 251.4 Ma | Extincția Permian-Triasic elimină peste 90-95% din speciile marine. Organismele terestre nu au fost la fel de grav afectate ca biota marină. Această „curățare” ar fi putut duce la o diversificare ulterioară, însă din cauza biodiveristății pierdute, recuperarea completă a avut loc în 30 de milioane de ani.                                                  |

#### Era Mezozoică

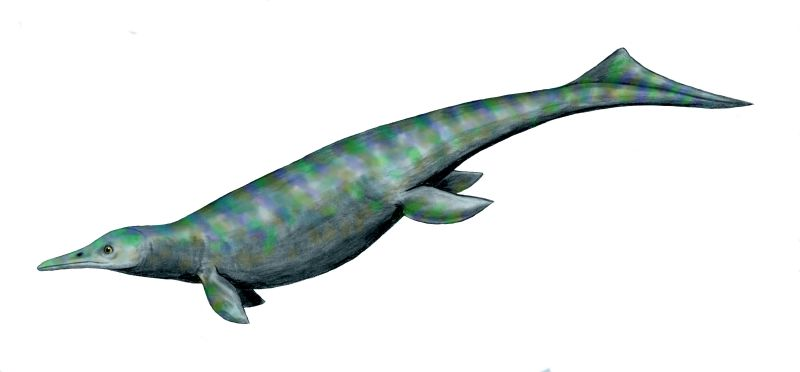
Utatsusaurus este cea mai timpurie formă de ichthyopterygian.

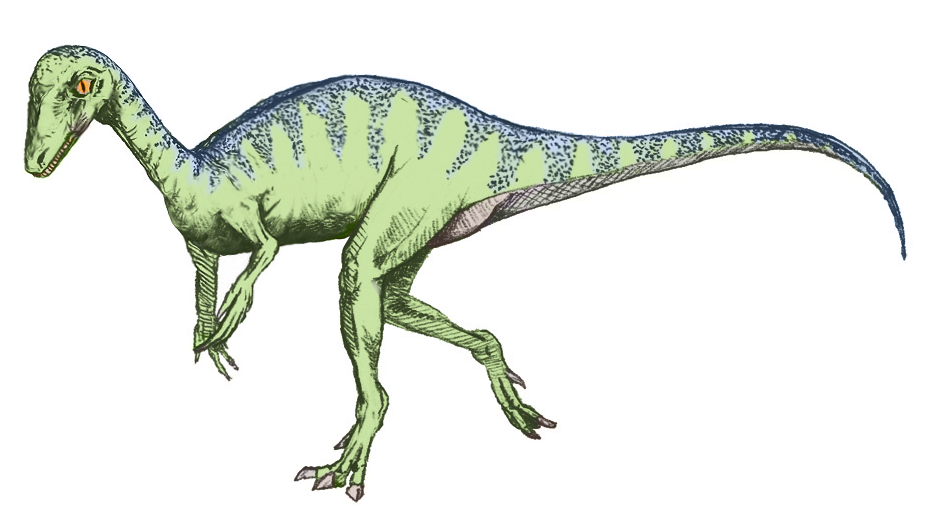
Eoraptor, unul dintre primii dinozauri, apare pe rocile vechi de 230 de milioane de ani

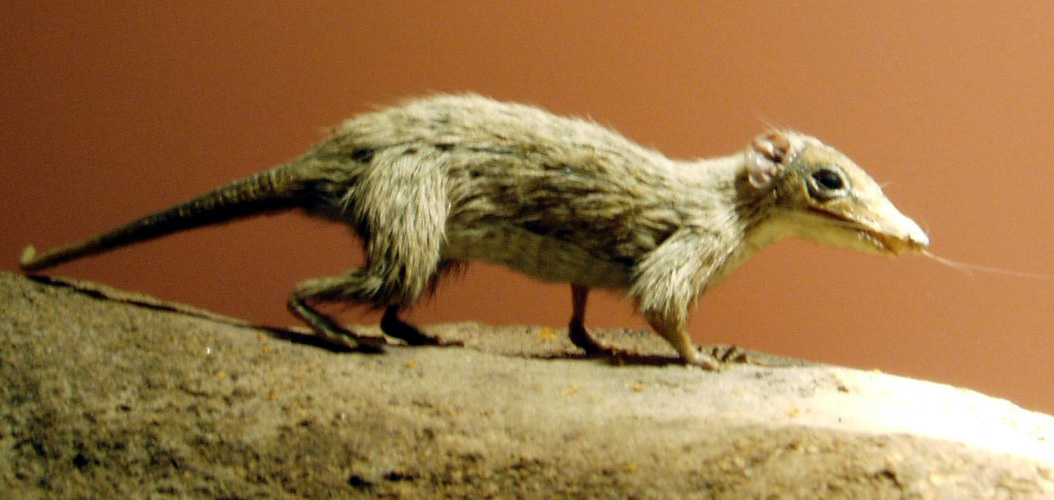
Reconstrucția unui Megazostrodon, unul dintre primele mamifere care a apărut în registrul fosil, a trăit în urmă cu 200 de milioane de ani.

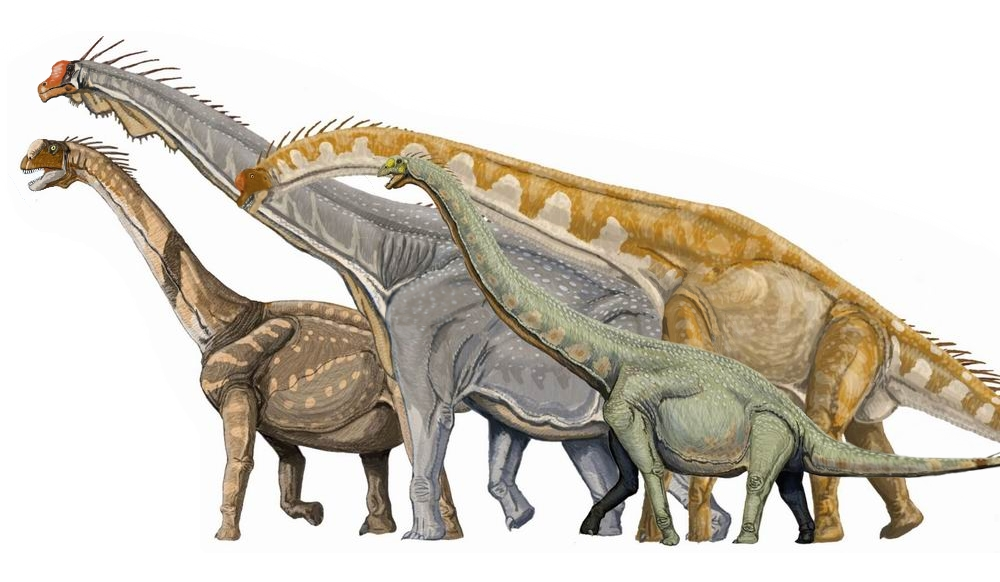
Câteva sauropode: Camarasaurus, Brachiosaurus, Giraffatitan și Euhelopus.

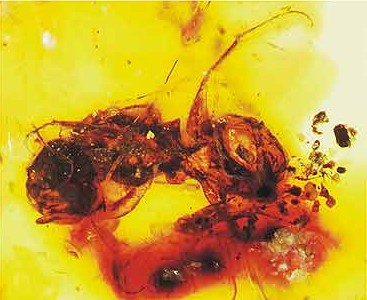
Melittosphex burmensis, o fosilă de albină prezervată din Cretacicul timpuriu, acum 100-145 de milioane de ani în urmă

De la 251,4 milioane de ani la 66 milioane de ani și conține perioadele: Triasic, Jurasic și Cretacic.
| Dată   | Eveniment |
| ------ | --- |
| 250 Ma | Triadobatrachus massinoti este cea mai timpurie broască cunoascută. |
| 248 Ma | Apar sturionii și polyodontidae. |
| 245 Ma | Cei mai timpurii ichthyosaurs |
| 240 Ma | Creșterea diversității eucynodontia și rhynchosaur. |
| 225 Ma | Primii dinozauri (prosauropode), primele bivalve cardiide, diversitatea în Cycadophyta, bennettitales și conifere. Primii pești teleosteeni. Primele mamifere (Adelobasileus). |
| 220 Ma | Primele muște și țestoase (Odontochelys). Primii dinozauri Coelophysoidea. |
| 205 Ma | Extincția masivă Triasic-Jurasic, care a dus la dispariția unei mari părți a grupului de pseudosucieni și a dat posibilitatea dinozaurilor incluzând Apatosaurus, Tyrannosaurus, Perrotasaurus și Stegosaurus să intre în epoca lor de aur.                                                                                                  |
| 200 Ma | Din această perioadă există primele dovezi acceptate pentru virușii care infectează celulele eucariote (cel puțin, grupul Geminiviridae). Extincții majore la vertebrate terestre și amfibieni mari. Primele exemple de dinozauri blindați.                                                                                                  |
| 195 Ma | Primii pterosauri cu hrănire specializată (Dorygnathus). Primii dinozauri sauropode. Diversificare la dinozaurii mici, ornitischieni: heterodontosauridele, fabrosauride și scelidosauride. |
| 190 Ma | Pliosauroizii apar în evidența fosilelor. Primele insecte lepidoptere (Archaeolepis), crabi puternici, stele de mare moderne, arici de mare neregulați, bivalve corbulidae. Dezvoltarea extinsă a recifurilor de bureți. |
| 176 Ma | Primii membri ai grupului de dinozauri Stegosauria. |
| 170 Ma | Cele mai vechi salamandre, criptoclide, plesiosauri elasmosaurid și mamifere cladotheria. Dinozaurii Sauropod se diversifică. |
| 163 Ma | Pterozaurii pterodactiloizi apar pentru prima dată. |
| 161 Ma | Dinozaurii ceratopsieni apar în registrul fosilelor (Yinlong). La fel, și cele mai vechi mamifere eutheriene cunoscute: Juramaia. |
| 160 Ma | Mamiferele multituberculate (genul Rugosodon) apar în estul Chinei. |
| 155 Ma | Primele ceratopogonide, insecte care se hrănesc cu sânge. Archaeopteryx, un posibil strămoș al păsărilor, apare în evidența fosilelor, împreună cu mamifere din familia Triconodontidae și Symmetrodonta. Dinozaurii stegosaurieni și teropodele se diversifică.                                                                             |
| 153 Ma | Primii arbori pini. |
| 140 Ma | Apar păianjenii. |
| 130 Ma | Dezvoltarea angiospermelor: unele dintre aceste plante cu flori poartă structuri care atrag insectele și alte animale și răspândesc polenul; alte angiosperme au fost polenizate de vânt sau apă. Această inovație provoacă o explozie majoră a evoluției animalelor prin coevoluție. Primele țestoase de apă dulce. Cei mai timpurii krill. |
| 115 Ma | Primele mamifere Monotreme. |
| 112 Ma | Xiphactinus, un pește mare prădător, apare în înregistrările fosile. |
| 110 Ma | Primele hesperornithes, păsări de scufundare dințate. Cel mai timpuriu limopsid, verticordiid și bivalve tiasiride. |
| 106 Ma | Spinosaurus, cel mai mare dinozaur teropod, apare în înregistrările fosile. |
| 100 Ma | Cele mai timpurii albine. |
| 95 Ma  | Se dezvoltă primii crocodilieni. |
| 90 Ma  | Extincția ichthyosaurs. Primii șerpi și bivalve nuculanide. Diversificare mare în rândul angiospermelor: magnoliide, rozide, hamamelidaceae, monocotyledon și ghimbir. Primele exemple de căpușe. Origini probabile ale mamiferelor placentare (primele dovezi fosile nediscutate sunt de acum 66 Ma).                                       |
| 80 Ma  | Primele furnici. |
| 70 Ma  | Mamiferele multituberculate cresc în diversitate. Primele bivalve yoldiide. |
| 68 Ma  | Tyrannosaurus, cel mai mare prădător terestru care trăiește în America de Nord apare în înregistrările fosile. Primele specii de Triceratops. |

#### Era Cenozoică

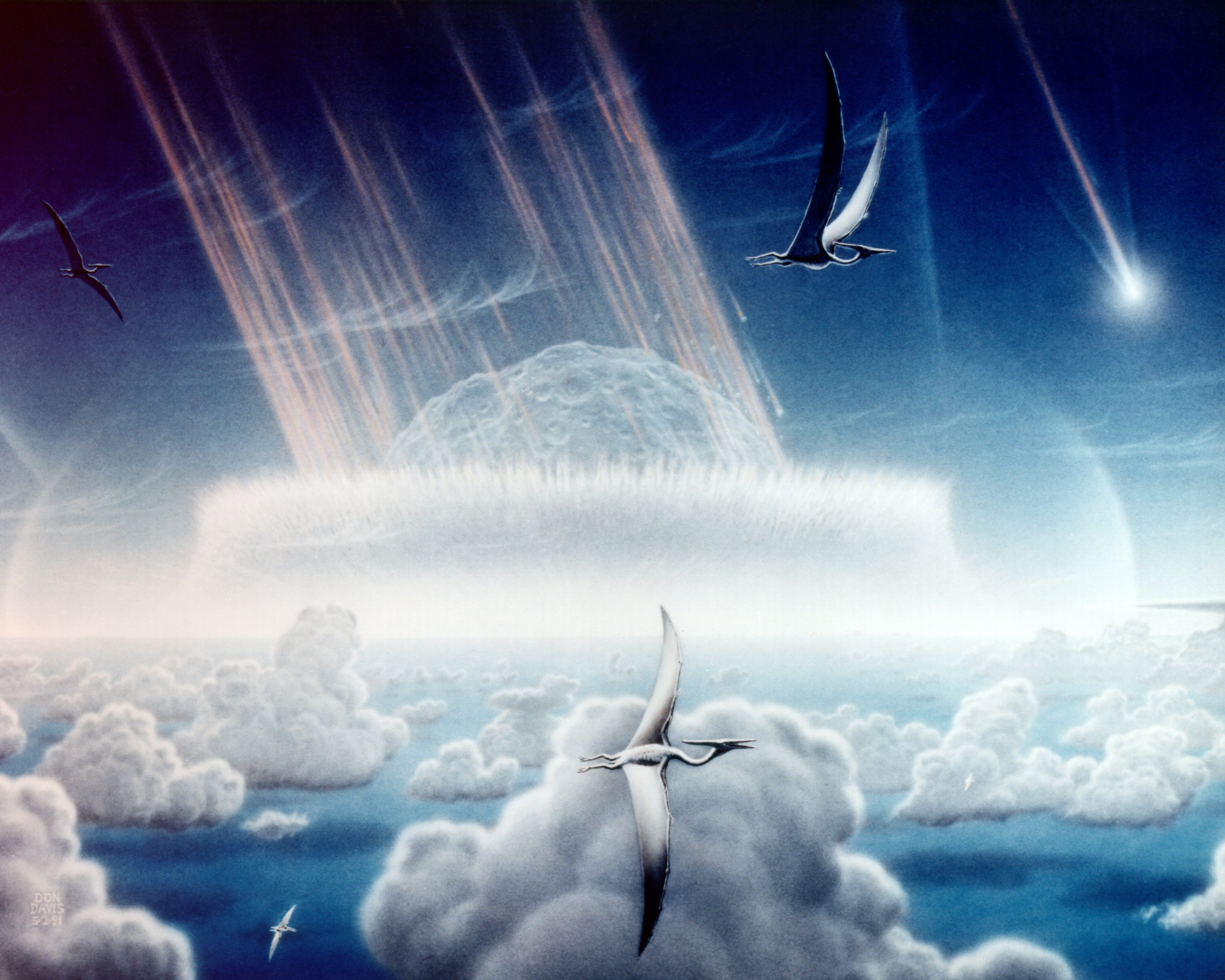
Reprezentare artistică a impactului de la sfârțitul Cretaciclui care a dus la Extincția Cretacic-Paleogen

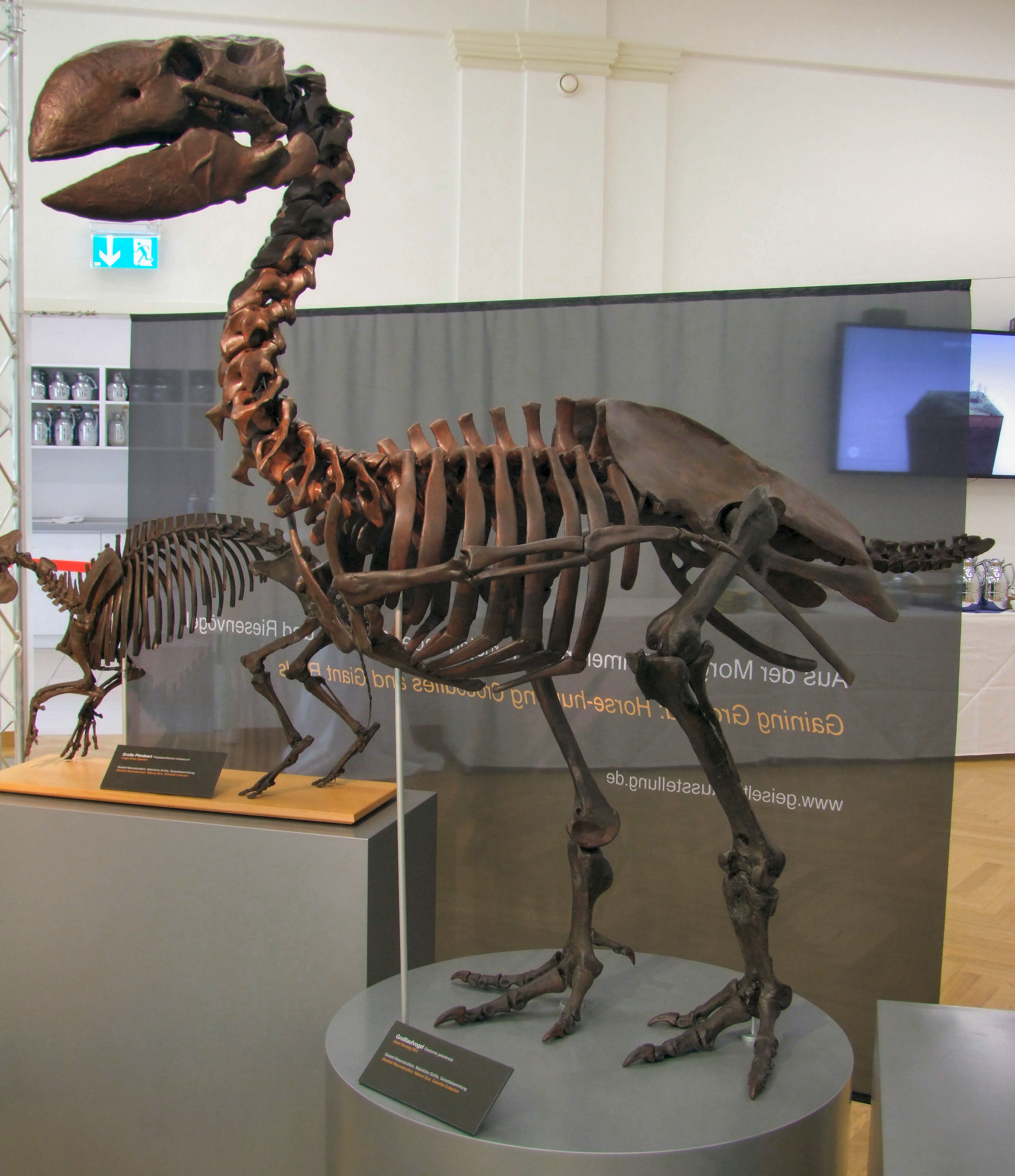
Gastornis, o pasăre inaptă de zbor devine un super-prădător al perioadei sale (acum 56 Ma)

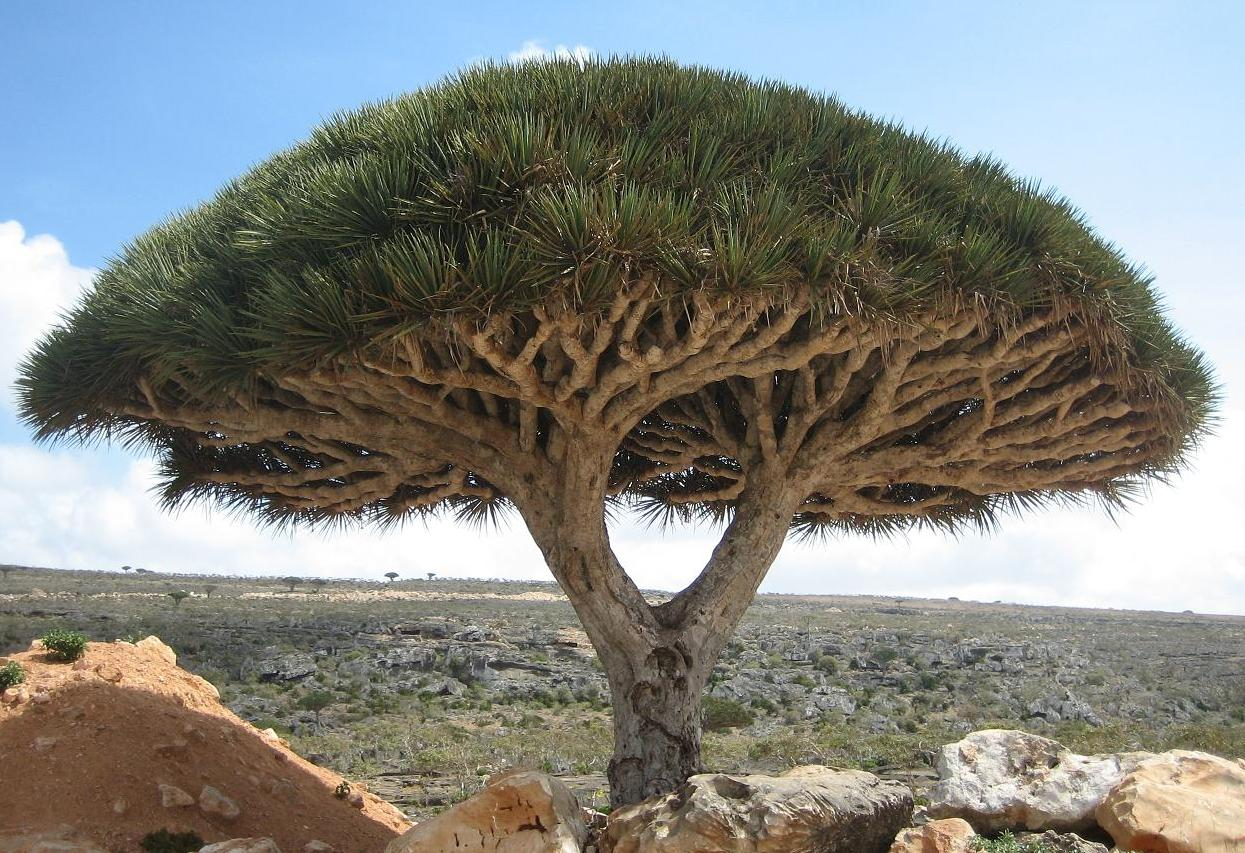
Dracaena cinnabari („Arborele Dragonului”) este cel mai probabil o rămășiță a florei din Miocen-Pliocen din pădurile subtropicale, care acum sunt aproape dispărute din cauza deșertării Africii de Nord

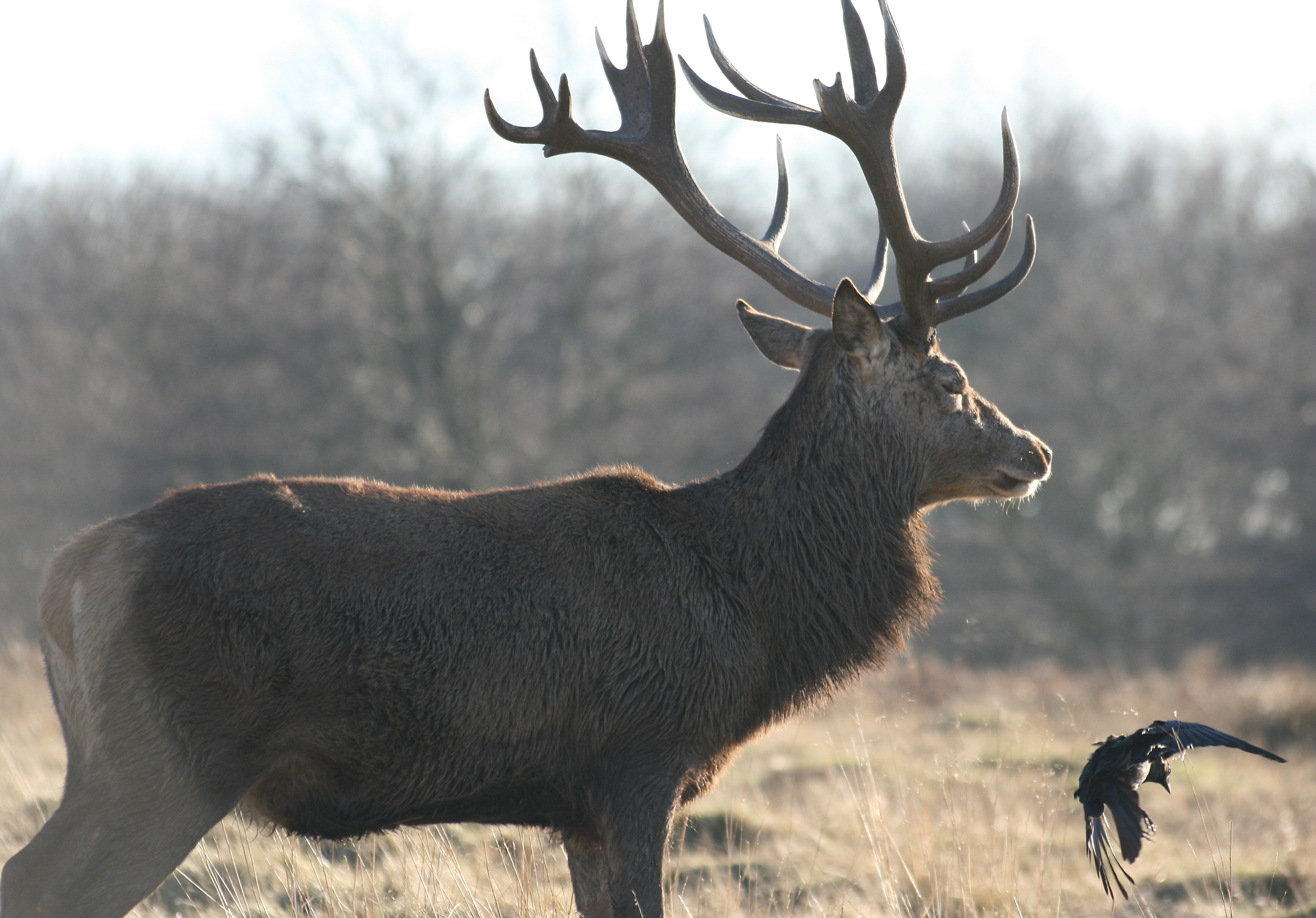
Primii cerbi acum 25 milioane de ani.

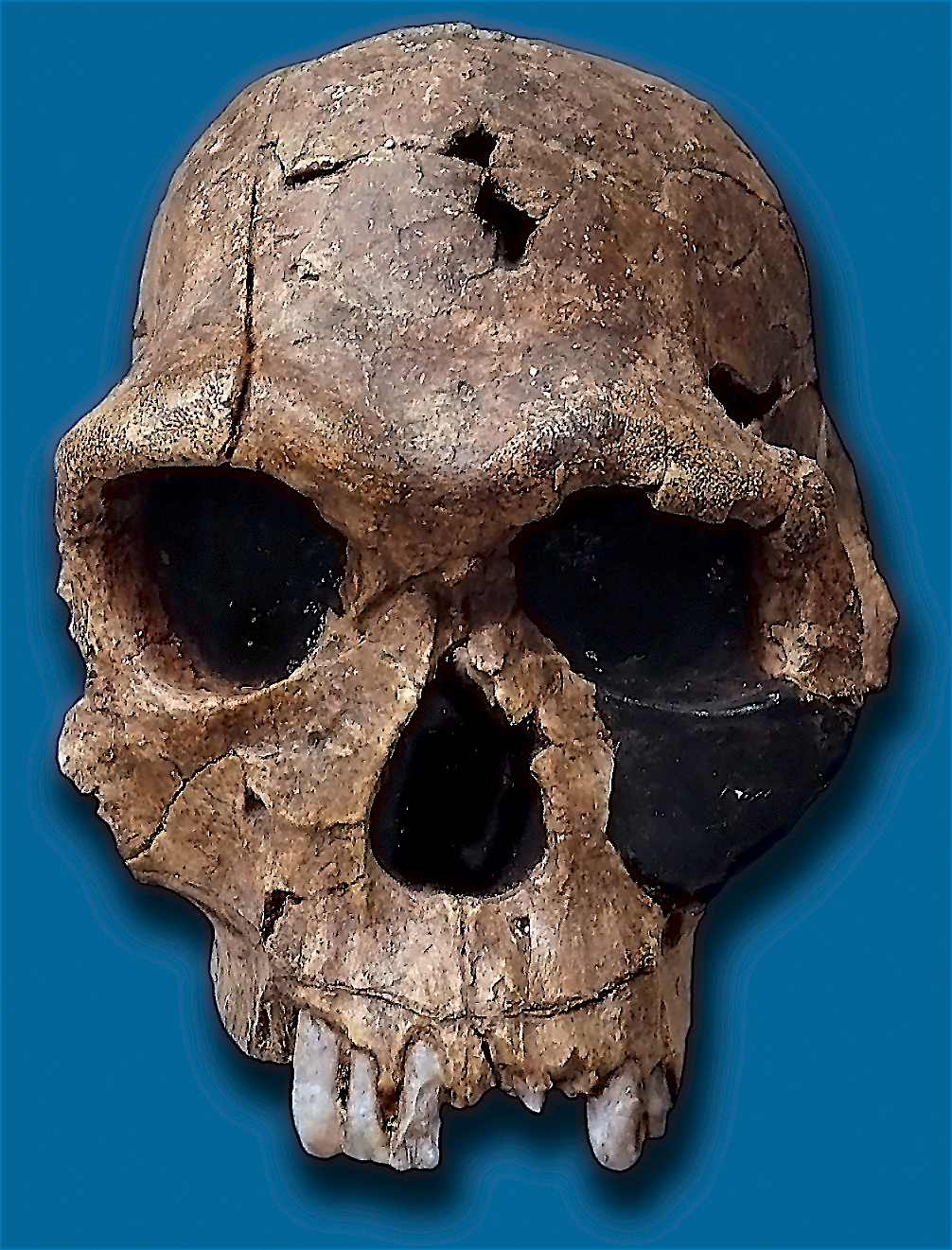
Apare Homo habilis acum 2.1–1.5 milioane de ani în urmă.

66 Ma – prezent
| Dată   | Eveniment |
| ------ | --- |
| 66 Ma  | Extincția Cretacic-Paleogen provoacă extincția a aproximativ jumătate din toate speciile de animale, inclusiv mosasauri, pterosauri, plesiozauri, amoniți, belemnitida, majoritatea foraminiferei planctonice și toți dinozaurii, cu excepția păsărilor. |
| 66 Ma- | Dominația rapidă a coniferelor și a ginkgos-ului la latitudini mari, în timp ce mamiferele devin specia dominantă. Primele bivalve din familia Psammobiidae. Primele rozătoare. Diversificare rapidă a furnicilor. |
| 63 Ma  | Evoluția Creodonta, un grup important de mamifere care consumă carne (carnivore). |
| 62 Ma  | Evoluția primilor pinguini |
| 60 Ma  | Diversificarea păsărilor mari inapte pentru zbor. |
| 56 Ma  | Gastornis, o pasăre mare inaptă de zbor, apare în evidența fosilelor. |
| 55 Ma  | Grupurile de păsări moderne se diversifică (primele păsări cântătoare, papagali, apodide, ciocănitori), prima balenă (Himalayacetus), primele lagomorfe și tatu. În registrul fosil apar sirenieni, proboscidieni, mamifere perisodactile și artiodactile. Angiospermele se diversifică. Conform anumitor teorii, deja a apărut strămoșul speciei din genul Carcharodon, rechinul primar Isurus hastalis.                                      |
| 52 Ma  | Apar primii lilieci (Onychonycteris) |
| 50 Ma  | Diversitatea maximă a dinoflagelatelor și nannofosilelor, creșterea diversității Anomalosdesmata și Heteroconcha. Brontotheriidae, tapirii, rinocerii și cămilele apar în evidența fosilelor. Diversificarea primatelor. |
| 40 Ma  | Apar fluturi și molii de tip modern. Extincția Gastornis. Basilosaurus, una dintre primele balene uriașe, a apărut în evidența fosilelor. |
| 38 Ma  | Primii urși |
| 37 Ma  | Primele carnivore nimravid („falși tigrii cu dinți saie”) - aceste specii nu au legătură cu felinele de tip modern. Primii aligatori. |
| 35 Ma  | Ierburile sunt diversificate de angiosperme monocotiledonate; pajiștile încep să se extindă. Creștere ușoară a diversității de ostracodelor și foraminifere rezistente la rece, în timp ce apar extincții majore de gastropode, reptile, amfibieni și mamifere multituberculate. Încep să apară multe grupuri de mamifere moderne: primii glyptodonți, leneși uriași, canidae, tayassuidae. Primii vulturi și șoimi. Cetaceele se diversifică. |
| 33 Ma  | Evoluția marsupialelor tilacinide (Badjcinus) |
| 30 Ma  | Primii Cirripedia și eucalipți, extincția mamiferelor embritopode și brontotere, primii porci și primele felidae. |
| 28 Ma  | Paraceratherium apare în registrul fosilelor, cel mai mare mamifer terestru care a trăit vreodată. Primii pelicani. |
| 25 Ma  | Pelagornis sandersi apare în evidența fosilelor, cea mai mare pasăre zburătoare care a trăit vreodată. |
| 25 Ma  | Primii cerbi. |
| 24 Ma  | Primele pinipede. |
| 23 Ma  | Cei mai timpurii struți. Copacii reprezentanți ai majorității grupurilor de stejari au apărut până acum. |
| 20 Ma  | Primele girafe, hiene și urși furnicar giganți. Creșterea diversității păsărilor. |
| 17 Ma  | Primele păsări din genul Corvus (corbi). |
| 15 Ma  | Genul Mammut apare în evidența fosilelor. Primele bovide și primii canguri, diversitate în megafauna australiană. |
| 10 Ma  | Se stabilesc pajiști și savane. Insectele sunt diversificate, în special furnicile și termitele. Caii cresc în dimensiuni și dezvoltă dinți cu coroane mari. O diversificare majoră la mamiferele de iarbă și șerpi. |
| 9.5 Ma | Diverse animale terestre și pești de apă dulce au migrat între America de Nord și de Sud. Oposum, colibri, phorusrhacidae, leneși uriași, glyptodont și meridiungulata au călătorit în America de Nord, în timp ce caii, tapirii, jaguarii, urșii, coati, lutrinae și cerbi au intrat în America de Sud. |
| 9 Ma   | Primii Ornitorinci. |
| 6.5 Ma | Primii hominini (Sahelanthropus) |
| 6 Ma   | Australopitecinele se diversifică (Orrorin, Ardipithecus) |
| 5 Ma   | Primii leneși de copaci și hipopotami. Diversificarea erbivorelor precum zebrele și elefanții, mamifere mari carnivore precum leii și genul Canis, rozătoare subterane, canguri, păsări și carnivore mici. Vulturii cresc în dimensiune și scade numărul de mamifere perisodactile. Extincția carnivorelor nimravid. Primii leoparzi de mare.                                                                                                  |
| 4.8 Ma | Mamuții apar în evidența fosilelor. |
| 4.5 Ma | Iguanele marine diferă de iguanele terestre. |
| 4 Ma   | Evoluția Australopithecus. Stupendemys apare în registrul fosilelor ca fiind cea mai mare broască țestoasă. Primii elefanți moderni, girafe, zebre, lei, rinoceri și gazele apar în registrul fosilelor. |
| 3.6 Ma | Balenele albastre cresc la dimensiunile lor moderne. |
| 3 Ma   | Primii pești spadă. |
| 2.7 Ma | Evoluția lui Paranthropus |
| 2.5 Ma | Se dezvoltă specii timpurii de Smilodon. |
| 2 Ma   | Primii membri ai genului Homo, Homo habilis apar în evidența fosilă. Diversificarea coniferelor la latitudini mari. Eventualul strămoș al bovinelor, bourul (Bos primigenus), se dezvoltă în India. |
| 1.7 Ma | Extincția australopitecinelor |
| 1.2 Ma | Evoluția lui Homo antecessor. Ultimii membri ai Paranthropus mor. |
| 1 Ma   | Primii coioți |
| 800 Ka | Urșii cu fața scurtă (Arctodus simus) s-au răspândit în America de Nord. |
| 600 ka | Evoluția lui Homo heidelbergensis |
| 400 ka | Primii urși polari. |
| 350 ka | Evoluția Neanderthalilor. |
| 300 ka | Gigantopithecus, o rudă uriașă a orangutanului din Asia moare. |
| 250 ka | În Africa apar oamenii moderni anatomic. Acum aproximativ 50.000 de ani el a început să colonizeze celelalte continente, înlocuind Neanderthalii din Europa și alte hominine din Asia. |
| 40 ka  | A dispărut ultima dintre șopârlele gigant (Varanus priscus). |
| 30 ka  | Extincția Omului de Neanderthal. Primii câni domestici. |
| 15 ka  | Se crede că ultimul rinocer lânos (Coelodonta antiquitatis) a dispărut. |
| 11 ka  | Urșii cu fața scurtă dispar din America de Nord, iar ultimii leneși uriași au murit. Toate Equidae dispar din America de Nord. |
| 10 ka  | Începe epoca Holocen cu 10.000 de ani în urmă, după Ultimul Maximum Glaciar. Ultima specie de mamut lânos (Mammuthus primigenus) dispare, la fel ca și ultima specie Smilodon. |
| 8 ka   | Lemurianul gigant a dispărut. |

##### Extincții istorice

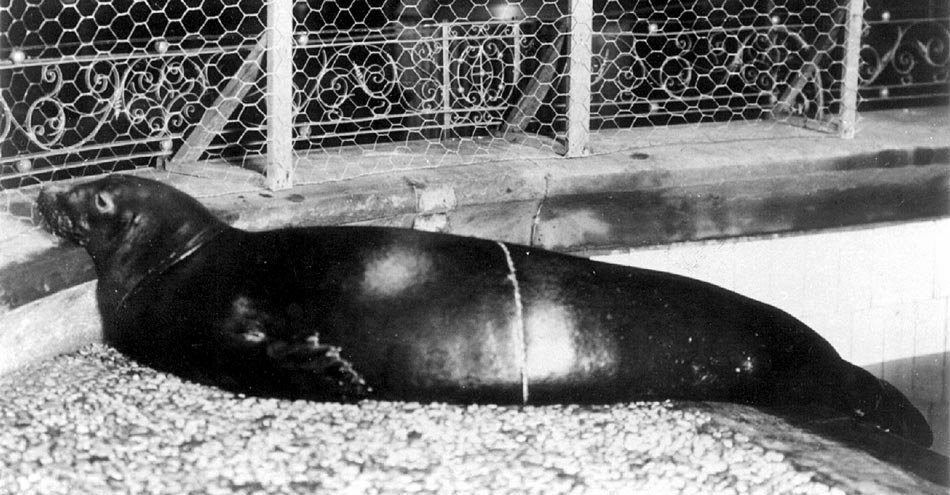
Neomonachus tropicalis

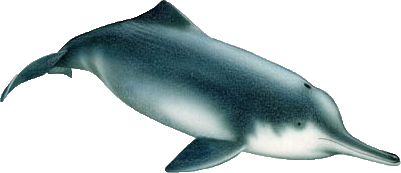
Ilustrație a Baiji, declarat extinct funcțional de Fundația Baiji.org în 2006.

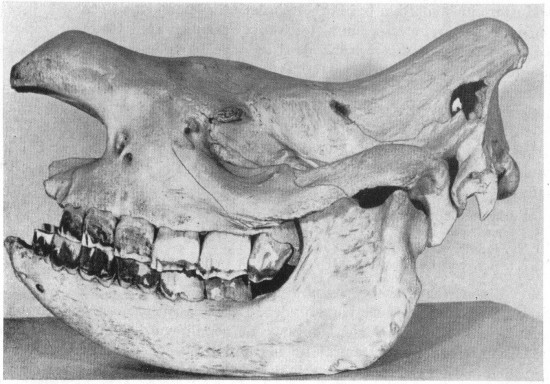
Rinocerul negru din Africa de Vest, specimen holotip al unei femele împușcate în 1911

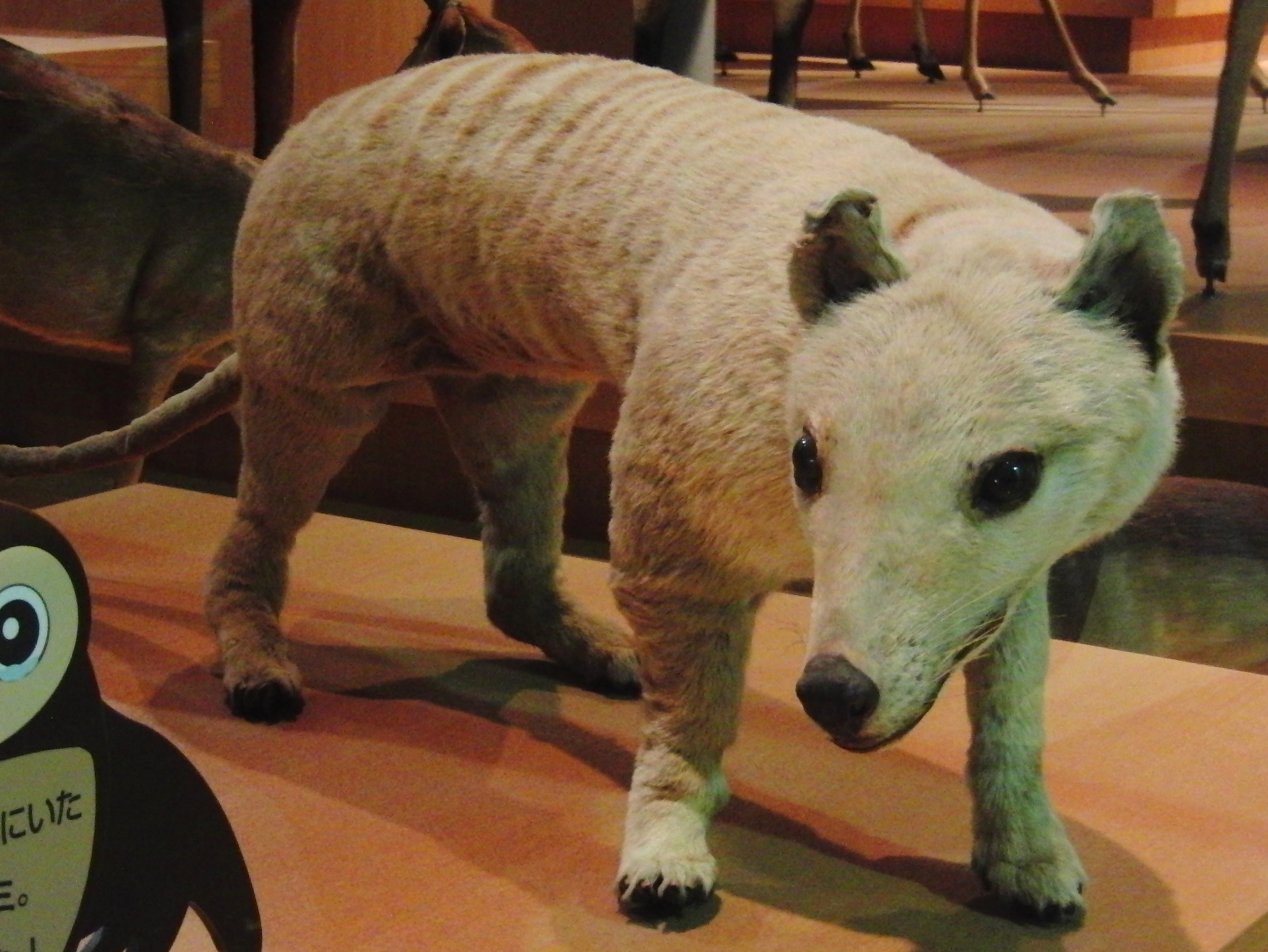
Lup marsupial împușcat în 1936

| Dată                             | Eveniment                                                                                          |
| -------------------------------- | -------------------------------------------------------------------------------------------------- |
| 6000 ani în urmă (c. 4000 î.Hr.) | Populații mici de mastodonți americani mor în locuri precum Utah și Michigan                       |
| 4500 ani în urmă (c. 2500 î.Hr.) | Ultimii membri ai unei rase pitice de mamut lânos dispar din insula Wrangel, lângă Alaska          |
| c. 600 ani în urmă (c. 1400)     | Moa și prădătorul său, Harpagornis moorei, mor în Noua Zeelandă                                    |
| 398 ani în urmă (1627)           | Moare ultimul bour sălbatic                                                                        |
| 337 ani în urmă (1688)           | Dispare pasărea Dodo                                                                               |
| 257 ani în urmă (1768)           | Dispare Vaca de mare a lui Steller                                                                 |
| 142 ani în urmă (1883)           | Dispare Quagga, o subspecie de zebră                                                               |
| 120 în urmă (1905)               | Lupii devin extincți în Japonia                                                                    |
| 111 ani în urmă (1914)           | Moare Martha, ultimul porumbel călător cunoscut                                                    |
| 89 ani în urmă (1936)            | Lupul marsupial moare într-o grădină zoologică tasmaniană, ultimul membru al familiei Thylacinidae |
| 88 ani în urmă (1937)            | A fost împușcat ultimul tigru balinez                                                              |
| 73 ani în urmă (1952)            | Dispare Neomonachus tropicalis                                                                     |
| 17 ani în urmă (2008)            | Baiji, delfinul din râul Yangtze devine extinct funcțional conform Listei roșii a IUCN.            |
| 14 ani în urmă (2011)            | Rinocerul negru din Africa de Vest este declarat extinct                                           |